# Nargedia macrocarpa
Nargedia macrocarpa là một loài thực vật thuộc họ Rubiaceae. Đây là loài đặc hữu của Sri Lanka.